# Паляница (хлеб)
Паляни́ца (укр. паляни́ця) — украинский хлеб из пшеничной муки, по форме — приплюснутый, округлый, как правило, с характерным «козырьком» из корки сверху, образованным благодаря надрезу перед выпечкой.
Наименование связывают с тем, что традиционно свежевыпеченные паляницы на Украине нанизывали на кол (укр. паля), которым снимали их с пода. Паляница считалась праздничным кушаньем (тогда как хлеб для повседневного употребления выпекался из ржаной муки). В неурожайные годы паляницы выпекали с примесью ячменной муки, отрубей.
Паляница массово выпускалась на советских хлебозаводах, а рецепты двух её сортов были стандартизованы в СССР: паляницы украинской массой 0,75—1 кг и паляницы кировоградской массой 1,6 кг; кировоградская отличалась наличием крупных пор и слоистостью мякиша.
Современный хлеб с изменённым внешним видом (без «козырька») и составом, но под названием «паляница», выпекается на Украине, в России и Белоруссии.
Слово «паляница» используется украинцами в качестве важного шибболет-теста в украинском языке для выявления людей, для которых украинский язык фонетически не знаком.